# 海の若大将
『海の若大将』（うみのわかだいしょう）は、加山雄三主演による映画『若大将シリーズ』の第5作。自前の船を使っての航海ものである。宝塚映画製作のため、ロケ・セット撮影はほとんど関西（一部ロケは東京）で行われている。1965年8月8日公開。東宝製作。
併映は『フランケンシュタイン対地底怪獣』（主演：高島忠夫、水野久美）。

## 配役
- 田沼雄一 - 加山雄三

京南大学水産学部、水泳部
- 芦屋澄子 - 星由里子

スーパーマーケット・青山ユアーズ勤務、レジスター係
- 石山新次郎 - 田中邦衛
- 江口敏 - 江原達怡
- 田沼久太郎 - 有島一郎
- 田沼りき - 飯田蝶子
- 田沼照子 - 中真千子
- 酒井昌江 - 沢井桂子
- 佐平 - 藤原釜足
- 秋山悦子 - 重山規子
- 大町英子 - 藤山陽子
- 海江田 - 佐原健二
- 武田教授 - 佐々木孝丸
- マーケット店長 - 曽我廼家明蝶
- バンド - 寺内タケシとブルージーンズ

## スタッフ
- 製作：藤本真澄、寺本忠弘
- 脚本：田波靖男
- 音楽：広瀬健次郎
- 撮影：飯村正、梁井潤
- 美術：村木忍
- 録音：増尾鼎
- 照明：下村一夫
- 編集：岩下広一
- チーフ助監督：加藤秀夫
- 製作担当者：古賀祥一
- スチール：池上恭介
- 監督：古澤憲吾

## 概要
前作『ハワイの若大将』の後、加山は黒澤明監督『赤ひげ』への出演が決まり、1964年はその撮影に拘束されることになった。黒澤は出演者に他作品との掛け持ち撮影を許さない上、『赤ひげ』の撮影は予定を大幅に超え、実に1年にわたったため、既に東宝の看板作の一つとなっていた『若大将シリーズ』は、1963年夏に公開された前作以来、休止を強いられた。

### ストーリー
京南大学水泳部のホープ・田沼雄一は、部のコンパの買出しに出かけたスーパーマーケットでレジスター係の芦野澄子と知り合う。青大将主催のダンスパーティに招待された澄子は、停電でエレキギターが使えなくなった青大将を助けてギター片手に歌を歌いその場を助ける雄一をうっとりと眺めるのだったが、その場にはミュージカルスターの秋山悦子や音楽プロデューサーなどもいて熱い目線を若大将に送るのだった。
試験で青大将のカンニング騒動に巻き込まれた雄一は停学処分になり、また父親の久太郎に黙って商科ではなく水産学部に籍を置いていたことがばれて勘当になってしまう。困った雄一は、航海士の免許を片手に学術調査船に乗り込んで生活しようと考えるが、その船は青大将が船長で、父親にねだって運行する光進丸だった。出航の見送りに来た澄子は、秋山悦子と親しくする雄一に腹を立ててこっそりと乗り込むのだった。やがて船は、台風に巻き込まれて遭難し、御蔵島というところへ流れ着く。その島には網元の美しい娘・昌江がいた。雄一と昌江が親しくするのが気に入らず嫉妬する澄子は、東京に戻っても雄一とは会わずにいたのだった。
やがて日豪水泳大会が開催されることになる。若大将は澄子にしかとをされていま一つ調子が出ないままであった。御蔵島からは網元が昌江を雄一と結婚させようとやってきた。それを知った澄子は、自分から身を引くことにするのだった。

### エピソード
2年ぶりのシリーズ復活となった本作は撮影期間が限られていたので、クレージー映画で頭角を現していた早撮りの名人・古澤憲吾監督が初めて担当することになった。また、東宝撮影所の撮影スケジュールがつかなかったので、傍系の宝塚映画が製作した。そのため、舞台は東京であるがロケは関西で行われ、ラストの水泳大会のシーンは大阪市の大阪プール（扇町プール）で収録されている。舞台が東京であることを強調するために、古澤監督はそれまで麻布にあった田能久の設定をより東京らしい景色を撮れる浅草に変更したという。
本作から脚本が田波の単独になったこともあり、マンネリズムを打破しようと初めて雄一と澄子のベッドシーンを書いたが、プロデューサーの藤本は「雄一と澄子の恋愛はあくまでプラトニックでなければならない」と、これをボツにした。その後もシリーズでベッドシーンが描かれることはなかった。
ちなみに田波にとっては、これが東宝社員としては最後の脚本作品であった。藤本に脚本家として独立すべきだと即され、退社して東宝の契約脚本家となる。
寺内タケシとブルージーンズは本作がシリーズ初出演。『君が好きだから』のバック演奏だが、アレンジは寺内によるもので12弦ギターを使用している。

## ロケ地
- 相模湾
- 江ノ島ヨットハーバー
- 伊豆大島
- スーパーマーケット青山ユアーズ
- 青山通り
- 表参道交差点交番裏（旧富士銀行前）
- 今半別館
- 浅草仲見世通り
- 東名高速道路
- 関西大学(競泳部分とプールサイドの夜の場面を含む）
- 関西学院大学
- 大阪市扇町プール
- 大阪湾
- 神戸港
- 神戸東遊園地
- 六甲山ホテル（ラストシーン）

## 使用曲
- 海の若大将（作詞：岩谷時子、作曲：広瀬健次郎） 
  - オープニング&エンディングに使用される。
- ブーメラン・ベイビー（作詞・作曲：弾厚作） 
  - ハム（アマチュア無線）で、当時としては珍しいテープを使ってのシンクロで唄う。
- お玉杓子は蛙の子（作詞：永田哲夫、作曲：東辰三） 
  - 大学の講義中にウクレレを弾いていた江口（実は青大将）の身代わりとして、若大将が歌う。
- 恋は赤いバラ（作曲：弾厚作　Dedicatedの日本語版、作詞：岩谷時子） 
  - 停電中に助っ人として若大将が唄うが、カラオケはフルオーケストラ。なお、光進丸上で歌うシーンは、ギターのみ。
- 君が好きだから（作曲：弾厚作　My Gypsy Danceの日本語版、作詞：岩谷時子）
  - 停電復旧後、観客のアンコールで唄う。バックバンドはブルージーンズ。